# Journey for Margaret
Pour plus de détails, voir Fiche technique et Distribution.
Journey for Margaret est un film américain réalisé par W. S. Van Dyke et sorti en 1942. C'est le dernier film du réalisateur.

## Synopsis
Pendant la Seconde Guerre mondiale, le correspondant de guerre américain John Davis quitte la France pour se rendre à Londres avec sa femme qui est enceinte. Il souhaite qu'elle retourne chez eux au Connecticut, mais elle veut rester à ses côtés. Pendant le Blitz, elle est blessée et perd son bébé.

## Fiche technique
- Réalisation : W. S. Van Dyke
- Scénario : David Hertz et William Ludwig d'après un roman de William L. White
- Production : Metro Goldwyn Mayer
- Musique : Franz Waxman
- Directeur de la photographie : Ray June
- Montage : George White
- Durée : 81 min
- Date de sortie : 17 décembre 1942

## Distribution
- Robert Young : John Davis
- Laraine Day : Nora Davis
- Fay Bainter : Trudy Strauss
- Nigel Bruce : Herbert V. Allison
- Margaret O'Brien : Margaret
- William Severn : Peter
- Elisabeth Risdon : Mme Bailey
- Doris Lloyd : Mme Barrie
- Halliwell Hobbes : M. Barrie
- Heather Thatcher : Mme Harris
- Jill Esmond : Susan Fleming
- G.P. Huntley : 'Rugged'
- Crauford Kent : Everton
- Margaret Hamilton